# Nidange
Nidange est un hameau et une ancienne commune de Moselle absorbée par Charleville-sous-Bois en 1810.

## Géographie
Situé au nord-ouest de Charleville-sous-Bois.

## Toponymie
- Nommé Nitelvilla en 909, Nydenges en 1031, Nidingis en 1147, Nédenges en 1373, Nydenge en 1429, Nidengen en 1510 et Niddange au XVIIe siècle[1].
- Durant le XIXe siècle, Nidange était également connu au niveau postal sous l'alias de Nindingen ou Nidingen[2].

## Histoire
- Était annexe de la paroisse de Charleville.
- Fit partie de 1790 à 1802 du canton de Burtoncourt.

## Démographie
| 1793 | 1800 | 1806 | 1900 |
| ---- | ---- | ---- | ---- |
| 129  | 136  | 133  | 41   |